# Arrecifes de Roquetas de Mar
Arrecifes de Roquetas de Mar este o arie protejată (arie specială de conservare — SAC, sit de importanță comunitară — SCI) din Spania întinsă pe o suprafață de 208,22 ha, integral marine.

## Localizare
Centrul sitului Arrecifes de Roquetas de Mar este situat la coordonatele 36°47′02″N 2°35′15″W / 36.7838°N 2.5876°V.

## Înființare
Situl Arrecifes de Roquetas de Mar a fost declarat sit de importanță comunitară în decembrie 2000 pentru a proteja un număr necunoscut de specii din flora spontană și fauna sălbatică aflate în arealul zonei. Situl a fost protejat și ca arie specială de conservare în august 2016.

## Biodiversitate
Situată în ecoregiunile marină mediteraneană și mediteraneană, aria protejată conține 2 habitate naturale: Straturi cu Posidonia (Posidonion oceanicae), Bancuri de nisip acoperite în permanență slab de apă marină.
La baza desemnării sitului se află un număr nedeclarat de specii protejate.
Pe lângă speciile protejate, pe teritoriul sitului au mai fost identificate 1 specie de nevertebrate.